# شاب يحمل تفاحة (رافائيل)
الشاب مع تفاحة هي لوحة زيتية على خشب الحور رسمها الرسام الإيطالي رافائيل خلال عصر النهضة العالي، نُفذت حوالي عام 1505. تُعرض حالياً في معرض أوفيزي في فلورنسا. من المرجح أن اللوحة أُنجزت لصالح عائلة ديلا روفيري/مونتيفلترو في أوربينو، وغالباً ما يُعتقد أنها تصور فرانشيسكو ماريا الأول ديلا روفيري، حفيد فيديريكو دا مونتيفلترو ودوق أوربينو المستقبلي، وذلك بعد تبنٍّ نظمه عمه البابا يوليوس الثاني عام 1504.